# 霍尔陨石坑

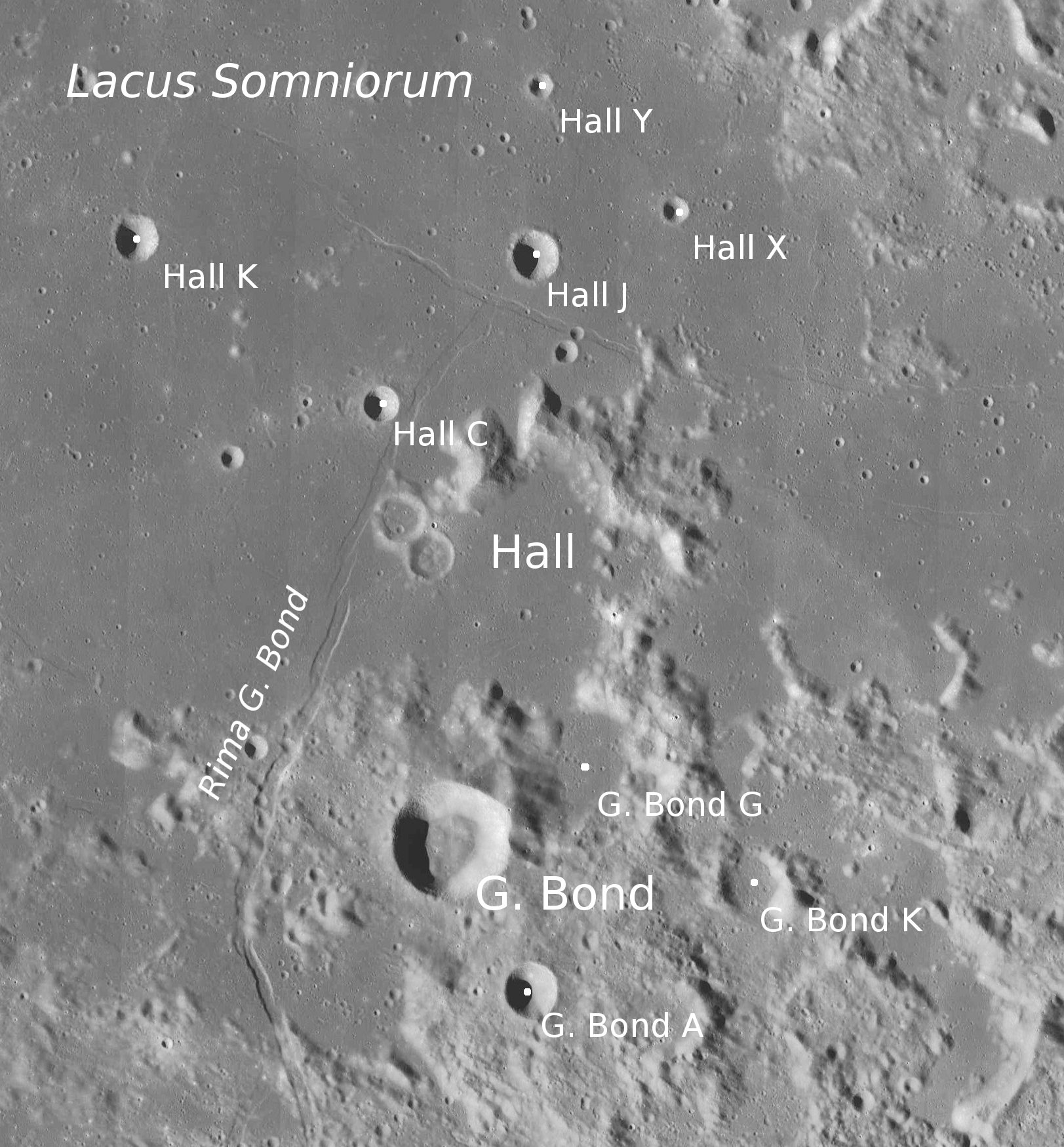
霍尔陨石坑的周边，月球勘测轨道飞行器拍摄。

霍尔陨石坑（Hall）是位于月球正面东北梦湖东南部的一座撞击坑，其名称取自美国天文学家，二颗火星卫星的发现者阿萨夫·霍尔（1829年-1907年），1935年被国际天文学联合会批准接受。

## 描述
该陨坑西侧坐落了醒目的波希多尼环形山，南面几乎与略小的乔·邦德陨石坑相接壤。该陨坑中心月面坐标为33°49′N 36°45′E / 33.81°N 36.75°E，直径31.77公里，深约2.05公里。
霍尔陨石坑是一座面向梦湖南岸的月牙状残迹坑，其西南段边缘已完全消失，其余部分也已被更小撞击坑明显损毁，留下一圈残缺不全且布满深槽和锯齿状刻痕的边缘，从西侧裂口处涌入的玄武岩熔岩淹没并重塑了坑底，它的南侧坑壁则与月海南岸崎岖的高地及东南侧不规则的卫星坑乔·邦德 G相连接。霍尔陨坑残壁最大高出周边地形940米，内部容积约702立方千米。坑内平坦的表面除散布有数座细小的坑穴外，没有其它地貌结构。
沿霍尔陨坑的破裂的开口外侧穿过了一条被称作乔·邦德月溪的月沟-月海表面上一道宽阔的裂缝。该月溪起始于霍尔陨坑北面的卫星坑霍尔 J西南，沿霍尔 C东南侧和霍尔陨石坑的西侧，一路朝西南偏南方延伸，然后折向东南偏南，穿入进月海南侧边沿的隆起高地区，这一区域连接了霍尔陨石坑的南侧壁并将乔·邦德陨石坑围绕在其中。

## 卫星陨石坑
按惯例，最靠近霍尔陨石坑的卫星坑将在月图上以字母标注在它的中心点旁边.

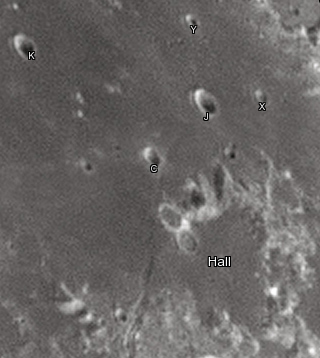
卫星坑图

| 霍尔 | 纬度    | 经度    | 直径   |
| ---- | ------- | ------- | ------ |
| C    | 34.7° N | 35.8° E | 6 公里 |
| J    | 35.4° N | 36.9° E | 8 公里 |
| K    | 35.5° N | 34.2° E | 8 公里 |
| X    | 35.7° N | 37.8° E | 4 公里 |
| Y    | 36.4° N | 36.9° E | 4 公里 |

## 参引资料
1. ↑   (PDF).   [2017-05-28]. （原始内容存档 (PDF)于2013-02-20）.
2. ↑  .   [2017-05-28]. （原始内容存档于2021-04-20）.
3. 1 2 3  Lunar Impact Crater Database

## 另请参阅
- Andersson, L. E.; Whitaker, E. A. . NASA RP-1097. 1982.
- Blue, Jennifer. . USGS. July 25, 2007  [2007-08-05]. （原始内容存档于2019-12-05）.
- Bussey, B.; Spudis, P. . New York: Cambridge University Press. 2004. ISBN 978-0-521-81528-4.
- Cocks, Elijah E.; Cocks, Josiah C. . Tudor Publishers. 1995. ISBN 978-0-936389-27-1.
- McDowell, Jonathan. . Jonathan's Space Report. July 15, 2007  [2007-10-24]. （原始内容存档于2019-06-21）.
- Menzel, D. H.; Minnaert, M.; Levin, B.; Dollfus, A.; Bell, B. . Space Science Reviews. 1971, 12 (2): 136–186. Bibcode:1971SSRv...12..136M. doi:10.1007/BF00171763.
- Moore, Patrick. . Sterling Publishing Co. 2001. ISBN 978-0-304-35469-6.
- Price, Fred W. . Cambridge University Press. 1988. ISBN 978-0-521-33500-3.
- Rükl, Antonín. . Kalmbach Books. 1990. ISBN 978-0-913135-17-4.
- Webb, Rev. T. W.  6th revised. Dover. 1962. ISBN 978-0-486-20917-3.
- Whitaker, Ewen A. . Cambridge University Press. 1999. ISBN 978-0-521-62248-6.
- Wlasuk, Peter T. . Springer. 2000. ISBN 978-1-85233-193-1.